# Kastell Stolniceni
Kastell Stolniceni (antiker Name Buridava; in der älteren Literatur als Kastell Boroneasa bekannt) war ein römisches Hilfstruppenlager auf dem Dorfgebiet von Stolniceni einem Geltungsbereich der heutigen Kreishauptstadt Râmnicu Vâlcea des Kreises Vâlcea, in der rumänischen Region Kleine Walachei. Gemeinsam mit insgesamt 277 Stätten des Dakischen Limes wurde das Kastell Stolniceni 2024 zum UNESCO-Weltkulturerbe erhoben. 

## Lage und Quellen

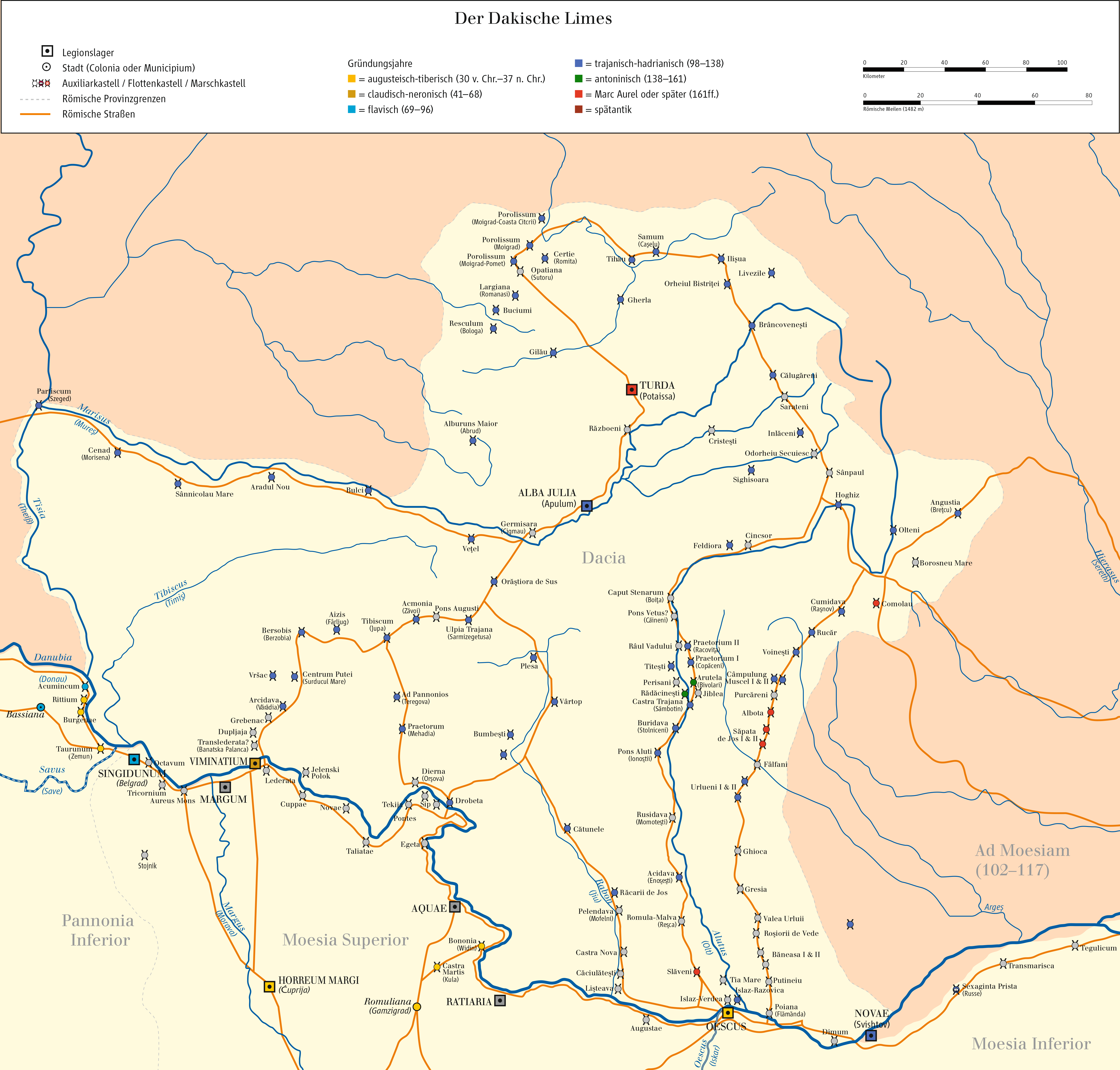
Lage des Kastells im Verlauf der römischen Limites

Die Ruinen des Militärbades von Stolniceni befinden sich im heutigen Siedlungsbild am südöstlichen Rande des Dorfes in der „Conacul Boroneasa“ genannten Flur. Topographisch liegt das Bodendenkmal auf einer Hochterrasse am rechten, westlichen Ufer des Flusses Olt. In antiker Zeit war das Kastell Bestandteil des Limes Alutanus. Der rumänische Archäologe Grigore George Tocilescu (1850–1909) war der erste der Boroneasa mit Buridava gleichsetzte. Er berichtete 1896 auch vom Fund eines Ziegelstempels der Co(ho)rs m(illiaria) B(rittonum).
Die ältere dakische Befestigung Buridava liegt rund fünf Kilometer Luftlinie nördlich davon in der aufsteigenden Hügellandschaft südlich des Sărat, eines Zuflusses des Olt. In dieser Gegend befinden sich die größten Salzlagerstätten der Walachei, die auch schon in dakischer und römischer Zeit ausgebeutet worden waren.
Der Siedlungsplatz ist auf der Tabula Peutingeriana verzeichnet, der Stamm der namengebenden Buri wird in der Geographike Hyphegesis des Claudius Ptolemäus aufgeführt. Ferner findet Buridava Erwähnung im so genannten Hunt's Pridianum, dem Papyrus 2851 des Britischen Museums, in dem die Dislozierung der römischen Truppen in der Vorbereitung der Dakerkriege beschrieben wird.

## Archäologische Befunde

### Stolniceni (Römisches Kastell mit Auxiliarvicus)

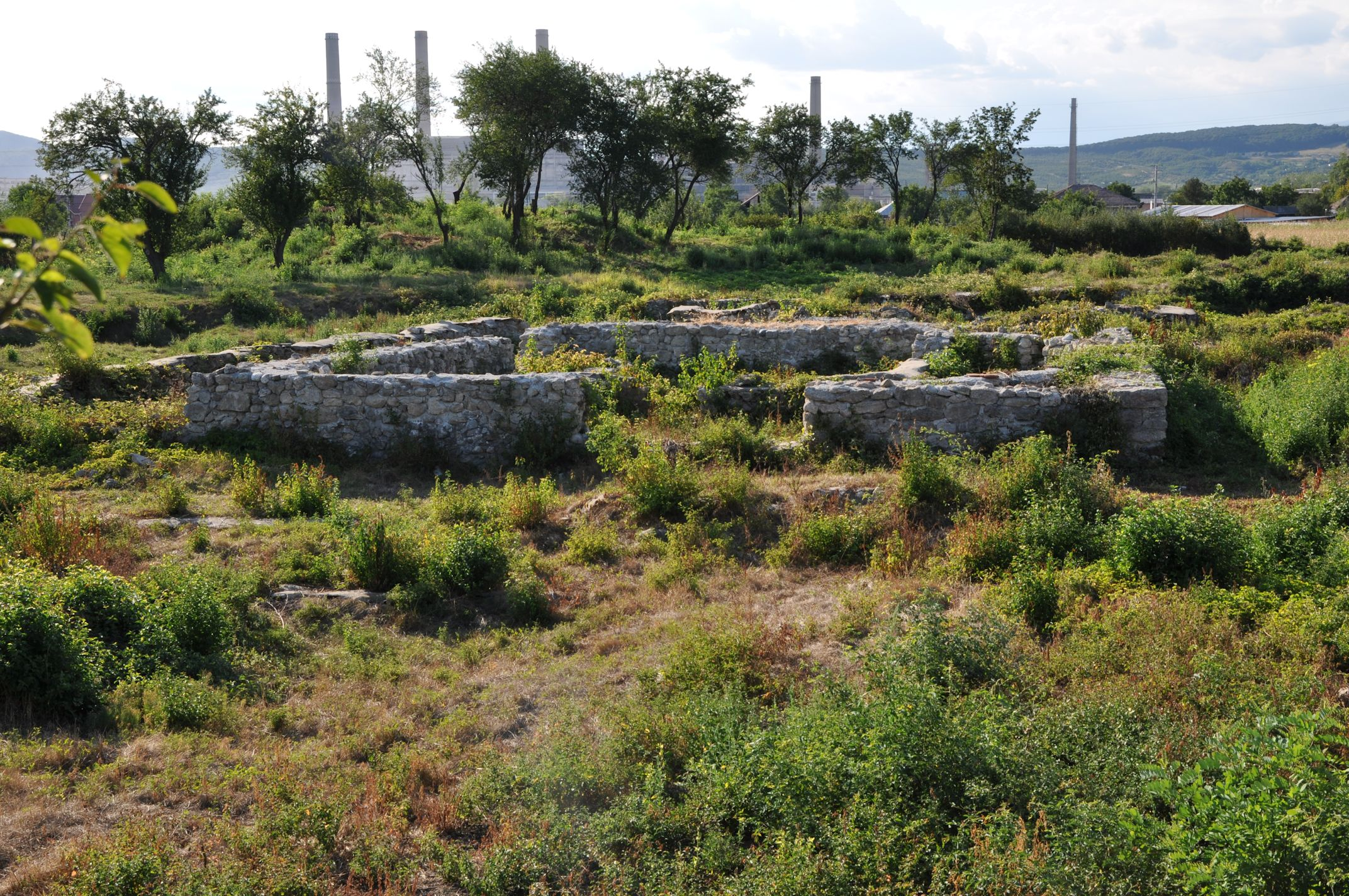
Reste des Militärbades von Stolniceni (2012)

#### Kastell
Das Areal des archäologisch bisher nicht eindeutig greifbaren Kastells wurde noch nicht untersucht. Die Gründung der Anlage von Stolniceni könnte in die früheste Zeit der römischen Okkupation Dakiens (101–107) fallen, es scheint während der Dakerkriege eine gewisse strategische Bedeutung besessen gehabt zu haben. Wiederholt wurden Vexillationen verschiedener Legionen und Auxilien hier eingesetzt. Vermutlich in hadrianischer Zeit wurde das frühe Lager durch ein Steinkastell von 0,3 Hektar Größe (50 m mal 60 m) ersetzt.

#### Vicus und Kastellthermen
Nördlich des Kastells erstreckte sich ein sehr weitläufiger, rund 300 m breiter, etwa einen Kilometer langer und somit rund 30 Hektar großer Auxiliarvicus. Der Vicus war eine zivile Siedlung, die bei nahezu jedem römischen Militärlager anzutreffen ist und in der sich die Wohnquartiere der Angehörigen von Soldaten, der Veteranen, Handwerker, Händler, Schankwirte, Prostituierten und anderer Dienstleister befanden. Im Zentrum des Vicus konnten die Kastellthermen identifiziert und untersucht werden.

#### Truppen
Aus der frühen Zeit des Garnisonsort sind eine ganze Reihe von Legions- und Auxiliarabteilungen epigraphisch belegt. Demnach müssen Vexillationen der Legio I Italica, der Legio V Macedonica und der Legio XI Claudia in Stolniceni eingesetzt worden sein, ferner Abteilungen verschiedener größerer Auxiliartruppen, wie einer Cohors I Brittonum, einer Cohors I Hispanorum, der Cohors II Flavia Bessorum und der Cohors IX Batavorum, sowie die Pedites Singulares Britanniciani. Die Anwesenheit der Singulares, die für gewöhnlich als Leibgarde eines Statthalters fungierten, weist darauf hin, dass der Ort während der Dakerkriege zumindest temporär als Hauptquartier der römischen Truppen gedient haben könnte.

### Buridava (Dakische Siedlung und Festung)
Bereits in vorrömischer Zeit war die Region ein bedeutendes wirtschaftliches und politisches Zentrum gewesen. Die Daker hatten dort die befestigte Siedlung Buridava errichtet. Der Name ist thraco-getischen Ursprungs und verweist auf den Stamm der Buridavenser, dessen Hauptstadt Buridava war.

### Ocnele Mari (Dakische und römische Salzbergwerke)
Ursächlich für die strategische Bedeutung des Platzes sowohl für die Daker, als auch später für die Römer, war die Verbindung der reichhaltigen Salzvorkommen im Gebiet von Ocnele Mari mit der Lage am Olt, der als Verkehrsader zur Verschiffung des gewonnenen Salzes hinab zur Donau und darüber hinaus diente. Die lokalen Salzvorkommen waren und sind die größten der Walachei und waren daher in der Antike (vermutlich schon seit dem Neolithikum) für alle dort siedelnden Stämme und/oder Völker von größter ökonomischer Bedeutung.

## Fundverbleib und Denkmalschutz
Die archäologischen Funde aus Buridava/Stolniceni befinden sich im Muzeul de Istorie a Judetului Valcea (Historisches Museum des Kreises Valcea).
Die gesamte archäologische Stätte und im Speziellen das Kastell stehen nach dem 2001 verabschiedeten Gesetz Nr. 422/2001 als historische Denkmäler unter Schutz und sind mit dem LMI-Code VL-I-s-A-09580 in der nationalen Liste der historischen Monumente (Lista Monumentelor Istorice) eingetragen. Zuständig ist das Ministerium für Kultur und nationales Erbe (Ministerul Culturii și Patrimoniului Național), insbesondere das Generaldirektorat für nationales Kulturerbe, die Abteilung für bildende Kunst sowie die Nationale Kommission für historische Denkmäler sowie weitere, dem Ministerium untergeordnete Institutionen. Ungenehmigte Ausgrabungen sowie die Ausfuhr von antiken Gegenständen sind in Rumänien verboten.